# OICETS
Pour les articles homonymes, voir Kilari.
OICETS (Optical Inter-Orbit Communications Engineering Test Satellite) ou Kirari après son lancement, est un satellite artificiel expérimental japonais de l'Agence d'exploration aérospatiale japonaise (alias JAXA). D'une masse de 570 kg, il est lancé le 24 août 2005 par une fusée Dnepr depuis la base de Baïkonour, à une altitude de 610 km, avec pour mission de tester les possibilités de communications entre satellites par voie optique par rayon laser. Il parvient à établir un tel lien avec le satellite Artemis le 9 décembre 2005, puis avec une station au sol japonaise en mars 2006. Bien que sa mission soit alors terminée avec succès, il continue de fonctionner pendant quatre ans, trois de plus que prévu, avant de cesser d'émettre le 24 septembre 2009.

## Historique
Kirari (OICETS) était initialement prévu pour un lancement sur le second lanceur J-I. Malheureusement, en raison de problèmes avec ce lanceur, le lancement a dû être mis en attente. L'utilisation du H-IIA a été écartée, car ce modèle est surdimensionné pour envoyer un satellite 570 kg en orbite basse. Enfin, afin d'être en mesure d'effectuer les tests pendant la durée de vie du satellite européen Artemis, Kirari (OICETS) a été lancé avec succès sur un lanceur Dnepr.

## Résultats
- Le 9 décembre 2005, la JAXA a réussi à établir une liaison optique entre les satellites Kirari (OICETS) et Artemis.
- En mars 2006, une connexion entre Kirari (OICETS) et une station terrienne au Japon a été créée. C'est la première connexion optique entre une station terrestre fixe et un satellite en orbite terrestre basse.
- Le 7 juin 2006, la JAXA a établi une communication entre Kirari (OICETS) et une station mobile au sol exploitée par le Deutsches Zentrum für Luft- und Raumfahrt (DLR) allemand.